# Liste der Baudenkmäler in Cham (Oberpfalz)

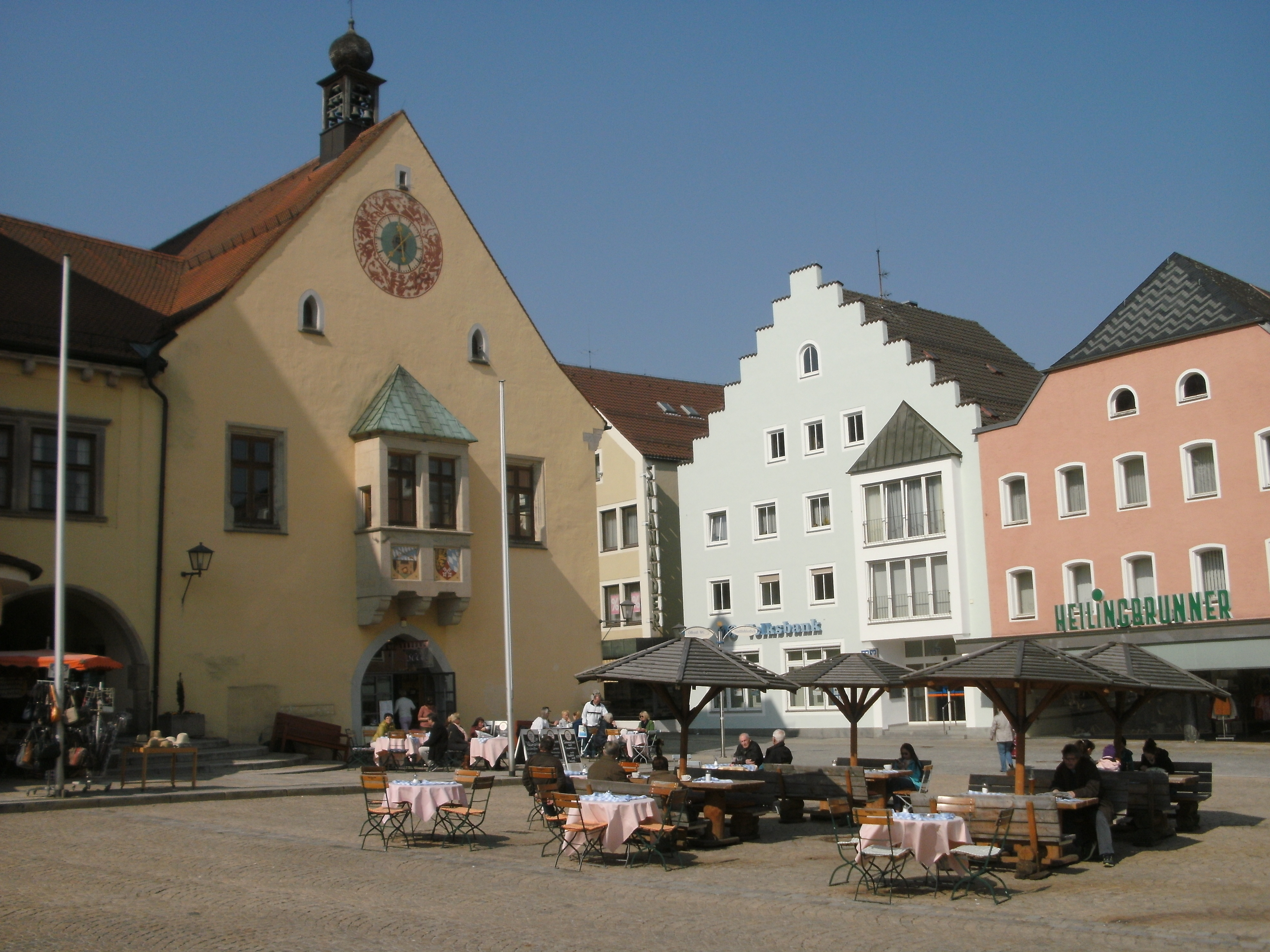
Rathaus in Cham

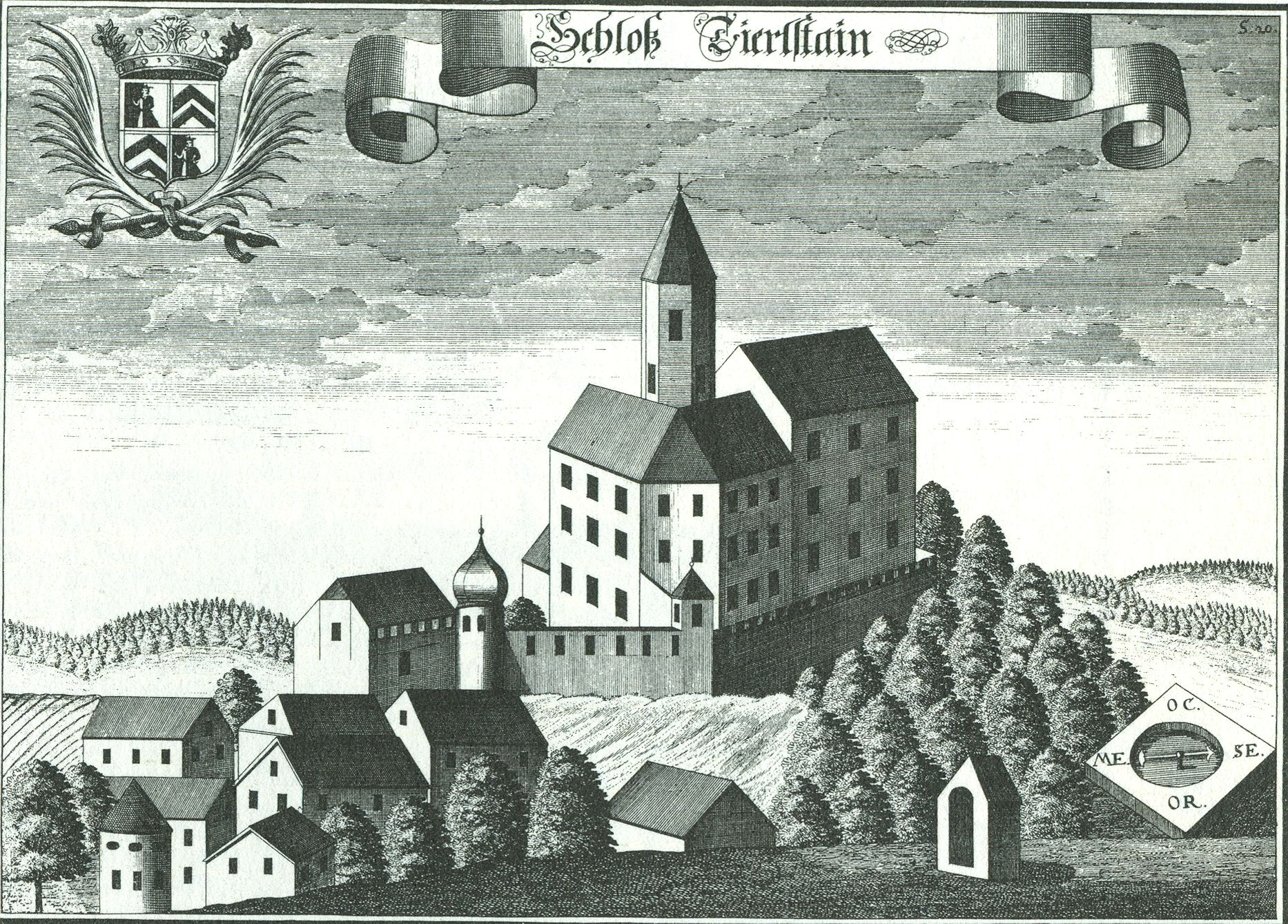
Michael Wening: Schloss Thierlstein

Auf dieser Seite sind die Baudenkmäler in der Oberpfälzer Stadt Cham zusammengestellt. Diese Tabelle ist eine Teilliste der Liste der Baudenkmäler in Bayern. Grundlage ist die Bayerische Denkmalliste, die auf Basis des Bayerischen Denkmalschutzgesetzes vom 1. Oktober 1973 erstmals erstellt wurde und seither durch das Bayerische Landesamt für Denkmalpflege geführt wird. Die folgenden Angaben ersetzen nicht die rechtsverbindliche Auskunft der Denkmalschutzbehörde.

## Ensemble Marktplatz

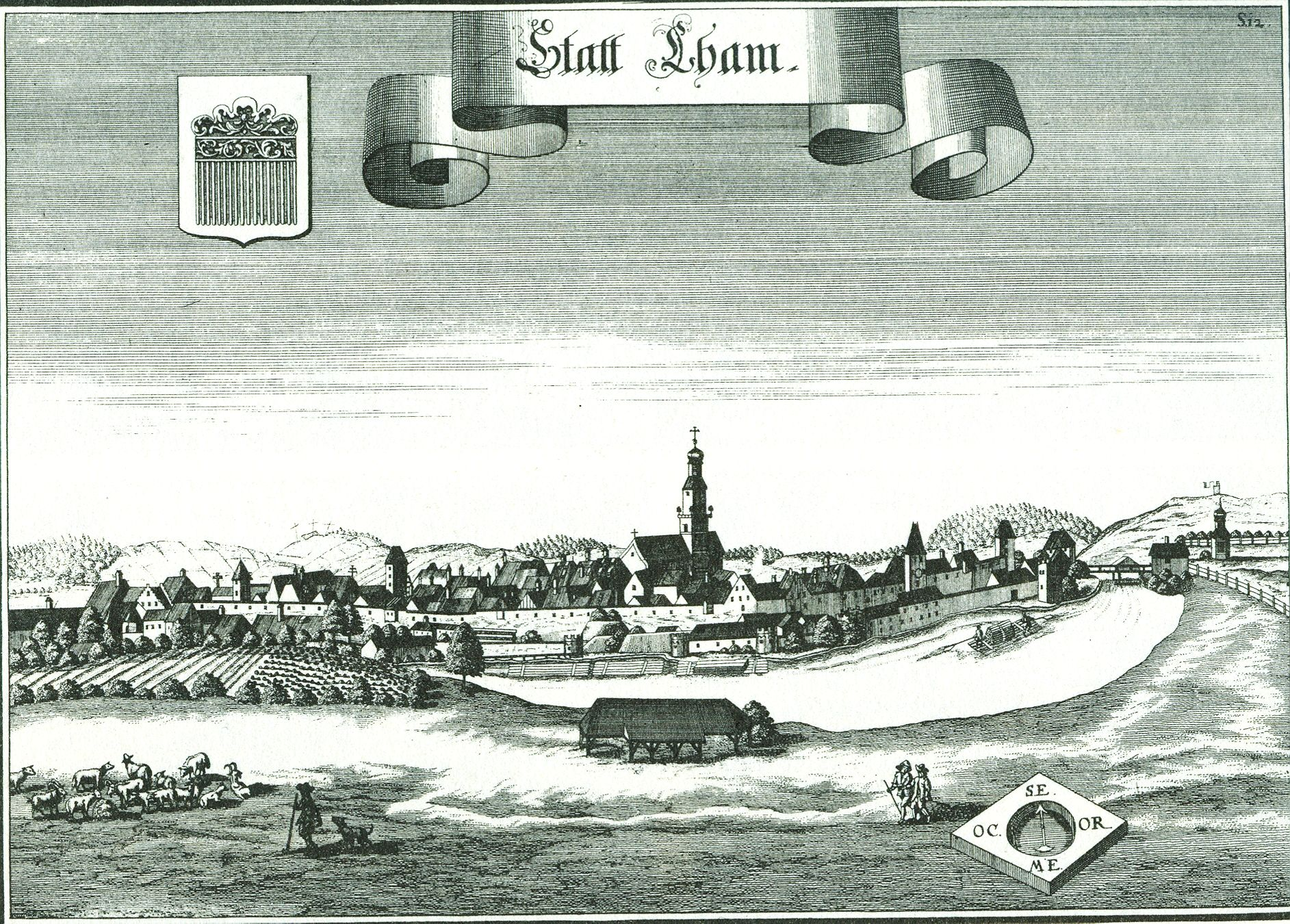
Wening: Ansicht der Stadt Cham 1791

Der langgestreckt-trapezförmige Hauptplatz der Altstadt geht auf den Anfang des 13. Jahrhunderts zurück, als der Wittelsbacher Herzog Ludwig I. von Bayern zwischen 1204 und 1210 die ursprüngliche Siedlung unterhalb der Reichsburg am Galgenberg hierher verlegte. Der Standort der Neusiedlung war verkehrsgünstiger, leichter bebaubar und von Natur aus besser abgeschirmt, da der unmittelbar an das rechte Ufer des Regen-Flusses herangeschobene Bergsporn eine Flussschleife ausprägte, welche zwei Drittel des späteren Stadtumfanges umgeben konnte. Das noch fehlende Drittel an der Landseite wurde durch einen künstlichen Graben vom westlichen zum östlichen Flussufer abgeriegelt, ein Hohlweg, den später die Eisenbahnlinie als Durchstich ausnützte und der somit heute noch deutlich erkennbar ist. 
Der ovale Stadtumriss, der nur im Nordwesten zu einer deutlichen Ecke ausgeprägt war, wurde schon um die Mitte des 13. Jahrhunderts von einer inneren Wehrmauer mit Türmen umgeben, die nach dem Stadtbrand von 1344 ausgebessert werden musste. Der in der Chamer Senke stets von Böhmen her drohenden Überfallgefahr begegnete man in der Zeit der Hussiteneinfälle mit dem Bau einer zweiten, äußeren Mauer, welche großenteils bis an das Flussufer herangerückt wurde und welche im Nordosten auch das vor der inneren Mauer gelegene Spital schützend umschloss. Diese mehrgliedrige Wehranlage ist nur mehr in der Nordwestecke beim Biertor und im sog. Spatzenturm erkennbar, wo Teile der inneren und äußeren Stadtmauer sowie der an den Fluss stoßende Graben erhalten geblieben sind, während im Südwest- und Südbereich nur noch die innere Mauer mit dem hochragenden Straubinger Turm stehengeblieben ist. 
Der Chor der Stadtpfarrkirche, welcher fast metergenau im geometrischen Mittel der Stadtfläche liegt, prägt mit seinem hohen Turm den unmittelbar an ihn östlich anschließenden Marktplatz. Im nördlichen Anschluss an die Kirche ist das mehrfach gestaffelte Rathaus errichtet. Der nach Osten wegen des abfallenden Sporngeländes leicht abschüssige Platz ist mit zwei- und dreigeschossigen Bürgerhäusern umbaut, westwärts bilden das bemerkenswerte spätgotische ehemalige Gasthaus Zur Krone wie das mächtige Mansarddachhaus Nr. 10 eine charakteristische Platzwand. Die Süd- und Nordseite werden durch Gebäude gebildet, deren schlichte Putzfassaden überwiegend dem 19. Jahrhundert entstammen oder nach historischem Vorbild neugestaltet worden sind. 
An der Nordostecke ist mit dem Kaufhausneubau von 1971 die altstädtische Parzellenstruktur überbaut und durch den Größenmaßstab und die Fassadengestaltung das historische Bild des Marktplatzes beeinträchtigt worden. Vom Marktplatz aus führen die Gassen und Straßen in alle Richtungen der Altstadt, wobei kein klares, übergeordnetes Erschließungssystem erkennbar ist. Im Südosten erfolgte nach den großen Stadtbränden von 1873 und 1877 eine neue Straßenerschließung.
Aktennummer: E-3-72-116-1

## Stadtbefestigung
| Lage | Objekt              | Beschreibung | Akten-Nr.               | Bild           |
| --- | ------------------- | --- | ----------------------- | -------------- |
| Nähe Klosterstraße; Nähe Spitalkirche; Straubinger Turm; Nähe Untere Regenstraße; Nähe Meranweg; Spitalplatz 3 (Standort) | Stadtbefestigung    | Innere Stadtmauer, Granitbruchsteinmauer, mit Abböschungen und Verstärkungen, um 1250: Im Bereich der Haus- und Gartenfundamente Propsteistraße 6–50 (gerade Nrn.), Rindermarkt 16, Straubinger Straße 2, als freiliegende Abschnitte Meranweg, Spitalplatz bzw. Randsbergerhof- und Hafnerstraße, Straubinger Straße 2, nicht mehr erkenntlich der Anschluss der Spitalkirche an die Mauer durch die Errichtung der Vorhalle 1913; Äußere Stadtmauer, Granitbruchsteinmauer, um 1430, als freiliegende Abschnitte bei Spitalplatz/Johann-Brunner-Straße, Untere Regenstraße 11, Meranweg; Sogenannter Spatzenturm, Wehrturm der äußeren Stadtmauer, dreigeschossiger halbrunder Kegeldachbau, um 1430; Sogenannter Graßlturm, Wehrturm der äußeren Stadtmauer, dreigeschossiger und gerundeter Kegeldachbau, um 1430; Wehrturm der äußeren Stadtmauer, eingeschossiger gerundeter Zeltdachbau, Bruchstein, um 1430, im 18. Jahrhundert als Gartenhäuschen ausgebaut; Straubinger Turm, Wehrturm der inneren Stadtmauer, Satteldachbau aus Bruchsteinmauerwerk mit Eckquaderungen, Mitte 13. Jahrhundert; Die beiden letzten Abschnitte des Stadtgrabens sind am Meranweg und zwischen Spitalplatz-Nord und Johann-Brunner-Straße erhalten. | D-3-72-116-1 Wikidata   | weitere Bilder |
| Klosterstraße 12 (Standort)                                                                                               | Biertor             | Stadttor der äußeren Stadtbefestigung, traufständiger Walmdachbau mit Durchfahrt und Fußgängertor, von zwei Rundtürmen mit Kegeldach flankiert, um 1430 | D-3-72-116-20 Wikidata  | weitere Bilder |
| Propsteistraße 42 (Standort)                                                                                              | Teil der Stadtmauer | | D-3-72-116-43 Wikidata  | BW             |
| Propsteistraße 44 (Standort)                                                                                              | Teil der Stadtmauer | | D-3-72-116-44 Wikidata  | weitere Bilder |
| Propsteistraße 46 (Standort)                                                                                              | Teil der Stadtmauer | | D-3-72-116-45 Wikidata  | weitere Bilder |
| Rindermarkt 18 (Standort)                                                                                                 | Teil der Stadtmauer | | D-3-72-116-58 Wikidata  | BW             |
| Straubinger Straße 2 (Standort)                                                                                           | Teil der Stadtmauer | | D-3-72-116-142 Wikidata | BW             |

## Baudenkmäler nach Ortsteilen

### Cham
| Lage                                                             | Objekt                                                                                                   | Beschreibung | Akten-Nr.               | Bild                                                                             |
| ---------------------------------------------------------------- | --- | --- | ----------------------- | -------------------------------------------------------------------------------- |
| Alrunastraße 3 (Standort)                                        | Relief eines Mischwesens                                                                                 | Granit, spätgotisch wohl 15. Jahrhundert | D-3-72-116-2 Wikidata   | weitere Bilder                                                                   |
| Arbeitsamtstraße 5 (Standort)                                    | Friedhof                                                                                                 | Friedhofskapelle, abgewalmter Satteldachbau mit Dachreiter, Werksteingliederungen in Granit, neugotisch, 2. Hälfte 19. Jahrhundert; Mausoleum der Familie Frauendorfer, Zeltdachbau mit Werksteingliederungen in Granit, antikisierender Jugendstil, um 1900; Grabdenkmäler, 2. Hälfte 19. Jahrhundert und Anfang 20. Jahrhundert; Epitaphien des 17.–19. Jahrhunderts in der Friedhofsmauer | D-3-72-116-64 Wikidata  | weitere Bilder                                                                   |
| Bahnhofstraße 1 (Standort)                                       | Ehemaliges Wohnhaus der Fa. Teller und Klein, jetzt Medizin- und Rehabilitationszentrum                  | Dreigeschossiger Mansardwalmdachbau mit Giebelrisalit, Loggien und Zierfachwerk-Erker, barockisierend, 1908/09; Ehemaliges Lagerhaus, zweigeschossiger Mansardwalmdachbau mit Eckrisalit, barockisierend, 1908/09 | D-3-72-116-137 Wikidata | weitere Bilder                                                                   |
| Bahnhofstraße 11 (Standort)                                      | Empfangsgebäude des Bahnhofs                                                                             | Dreigeschossiger Walmdachbau mit Eckrisaliten und geohrten Rahmungen in den Obergeschossen, Neurenaissance, 1897/98 | D-3-72-116-140 Wikidata | weitere Bilder                                                                   |
| Brunnendorf 3 (Standort)                                         | Gasthaus                                                                                                 | Dreigeschossiger und traufständiger Flachsatteldachbau mit gewölbter Toreinfahrt, 18. Jahrhundert | D-3-72-116-4 Wikidata   | weitere Bilder                                                                   |
| Bürgermeister-Vogel-Straße 3 (Standort)                          | Studienheim St. Josef, ehemaliges katholisches Internat der Maristen-Schulbrüder                         | Viergeschossiger und L-förmiger Massivbau mit Satteldächern, sockelartiges Erdgeschoss mit Natursteinverkleidung und Rundbogenportalen mit Werksteineinfassungen, Hauskapelle im Nordflügel mit Dachreiter, 1924 von Joseph Höltl; Steinfigur des hl. Josef an der Südwestecke, von Ludwig Egen | D-3-72-116-152 Wikidata | Studienheim St. Josef, ehemaliges katholisches Internat der Maristen-Schulbrüder |
| Frühlingstraße 17 (Standort)                                     | Villa | Zweigeschossiger Walmdachbau mit Mittelrisalit, Pilastergliederung und geohrten Rahmungen, spätklassizistisch, 1870/73 | D-3-72-116-5 Wikidata   | BW                                                                               |
| Gartenstraße (Standort)                                          | Brunnen                                                                                                  | Achteckiges Becken mit Eckpilastern und Brunnenstock mit Figur hl. Florian, Granit, bezeichnet mit 1888, Figur spätbarock, bezeichnet mit 1783 | D-3-72-116-8 Wikidata   | BW                                                                               |
| Grünwaldstraße 1 (Standort)                                      | Bürgerhaus                                                                                               | Dreigeschossiger und traufständiger Flachsatteldachbau mit Erker auf Konsolen, Traufseitbau, im Kern 15. Jahrhundert | D-3-72-116-6 Wikidata   | weitere Bilder                                                                   |
| Johann-Brunner-Straße 1 (Standort)                               | Wohnhaus                                                                                                 | Zweigeschossiger und giebelständiger Satteldachbau mit geschnitzter Haustüre und Vortreppe, Biedermeier, um 1860; Gartentor, Gusseisen, neubarock, 4. Viertel 19. Jahrhundert | D-3-72-116-7 Wikidata   | Wohnhaus                                                                         |
| Kalvarienberg (Standort)                                         | Grenzstein                                                                                               | Mit Wappenzeichen der Stadt Cham, Granit, bezeichnet mit 1728 | D-3-72-116-80 Wikidata  | BW                                                                               |
| Kammauer Zeil; Katzberger Leite (Standort)                       | Kriegergedächtnisstätte                                                                                  | 1933–35; Ehrenhain für die Gefallenen des Ersten Weltkrieges, mit 156 Eichen bepflanzt, für jeden Gefallenen ein Baum, umfriedet mit einer Hainbuchenhecke, am Eingang eine Buche; mittig im Hain 18 Meter hohes Betonkreuz auf mit Bruchstein verkleidetem Sockel, darin Granitplatte mit Inschrift, diese nach 1945 geändert und für die Gefallenen des Zweiten Weltkrieges ergänzt; Bergahorn-Allee, auf den Hain hinführend. | D-3-72-116-159          | BW                                                                               |
| Katzberger Straße 16; Kalvarienberg; Am Kalvarienberg (Standort) | Kalvarienbergkapelle und Kreuzweg                                                                        | Saalbau mit eingezogenem Chor und Dachreiter, Sichtziegel mit Werksteingliederung in Kalkstein und Granit, neugotisch, 1881–83; mit Ausstattung; Kreuzweg, 14 Granitpfeiler mit gestuftem Sockel und Satteldachaufsatz, Reliefs erneuert, 1898; Kreuzigungsgruppe, Christus im Viernageltypus, mit Figuren der Hll. Maria und Johannes, Gusseisen, mit Gusseisenumfriedung und Betbank mit geschwungenen Wangen, Granit, 1898; Bildnische „Christus in der Rast“, giebelständiger Flachsatteldachbau mit Schmerzensmann-Figur, 1898; Hl. Grab-Kapelle, unterirdischer gewölbter Raum, Fassade mit Hausteinportal und Aufsätzen, daneben Opferstock aus Granit, 1898; Ehemaliges Eremitenhäuschen, winkelförmiger Satteldachbau mit Spitzbogenöffnungen, Haustein mit zweifarbigen Sichtziegeln, 1898 | D-3-72-116-10 Wikidata  | weitere Bilder                                                                   |
| Katzberger Straße 28 (Standort)                                  | Grenzstein                                                                                               | Rundbogig, Granit, bezeichnet mit 1728 | D-3-72-116-11 Wikidata  | weitere Bilder                                                                   |
| Kirchplatz 1 (Standort)                                          | Bürgerhaus                                                                                               | Zweigeschossiger und traufständiger Satteldachbau mit Schweifgiebeln, Fassade zum Marktplatz mit Putzgliederungen, Neurenaissance, um 1900, im Giebel gotischer Wasserspeier | D-3-72-116-12 Wikidata  | Bürgerhaus                                                                       |
| Kirchplatz 2 (Standort)                                          | Katholische Pfarrkirche St. Jakob                                                                        | Wandpfeilerbau mit eingezogenem Chor, Segmentbogenportalen, Pilastergliederung und Chorflankenturm mit Haubendach, Turm im Unterbau 13. Jahrhundert, Oberbau nach Einsturz 1701 erneuert, Chor gotisch, 14. Jahrhundert, Langhaus 1701–04, westliche Erweiterung 1894/95; mit Ausstattung | D-3-72-116-13 Wikidata  | weitere Bilder                                                                   |
| Kirchplatz 9 (Standort)                                          | Katholischer Pfarrhof                                                                                    | Zweigeschossiger und giebelständiger Satteldachbau mit gekrümmter Fassade und Werkstein-Portal, 1742; mit Ausstattung | D-3-72-116-15 Wikidata  | weitere Bilder                                                                   |
| Klosterstraße 2 (Standort)                                       | Ehemalige Franziskanerklosterkirche Unbefleckte Empfängnis Mariä, jetzt Kirche der Armen Schulschwestern | Giebelständiger Saalbau mit eingezogenem Chor, Satteldach und Chorflankenturm mit Spitzdach, im Kern 1635, erneuert 1866, erweitert 1913; mit Ausstattung | D-3-72-116-17 Wikidata  | weitere Bilder                                                                   |
| Klosterstraße 10 (Standort)                                      | Ehemalige Weißbierbrauerei                                                                               | Zweigeschossiger Walmdachbau, 18. Jahrhundert, teilweise älter | D-3-72-116-18 Wikidata  | weitere Bilder                                                                   |
| Loiblinger Au (Standort)                                         | Grenzstein mit Reliefs                                                                                   | Granit, bezeichnet mit 1728 | D-3-72-116-21 Wikidata  | BW                                                                               |
| Ludwigstraße 3 (Standort)                                        | Gasthaus Rhanerbräu                                                                                      | Zweigeschossiger Walmdachbau mit Filialgiebel, Treppengiebel, Balkon und Eckturm mit Welscher Haube, barockisierender Heimatstil, 1904, renoviert 1994 | D-3-72-116-24 Wikidata  | weitere Bilder                                                                   |
| Ludwigstraße 12 (Standort)                                       | Evangelisch-Lutherische Erlöserkirche                                                                    | Giebelständiger Saalbau mit eingezogener Apsis und Fassadenturm mit Spitzdach, Backstein und Werksteingliederungen in Granit, neugotisch, 1891/92 von Karl Lemmes; Freitreppenanlage mit Stützmauer in Bruchstein und Quadern, Granit, bauzeitlich | D-3-72-116-25 Wikidata  | weitere Bilder                                                                   |
| Ludwigstraße 16; Ludwigstraße 16a; Ludwigstraße 20 (Standort)    | Kirche und Kloster der Redemptoristen                                                                    | Klosterkirche Maria-Hilf, giebelständige und dreischiffige Basilika mit eingezogenem Chor, Vorzeichen und zwei Chorflankentürmen mit Spitzdach, Backstein auf rustiziertem Granitsockel, neuromanisch, 1900-02 nach Plänen von Ludwig von Stempel; mit Ausstattung; Klostergebäude, zwei symmetrische und dreigeschossige Winkelbauten mit abgewalmtem Satteldach, Treppenturm und rundbogigen Öffnungen, Backstein mit Werksteingliederungen in Granit; Nebengebäude, eingeschossiger und giebelständiger Satteldachbau, Quadermauerwerk und Backstein; Auffahrt mit zweiarmiger Rampe und mittlerer Freitreppenanlage mit Podesten, flankiert von zwei Aussichtskanzeln, Backstein und Granit, Kanzeln neugotisch; Einfriedungsmauer, Ziegelmauer auf Bruchsteinsockel, an der Ludwigstraße Zaun mit Pfosten auf Buckelquadern und Gartenhäuschen, auf der Nordseite Backsteinmauer mit Portalen und Pfeilern mit Deckplatten aus Granit; Zwölf Apostelfiguren in Nischen, Gusseisen, Inschriftsockel Granit, Neurenaissance, aus Paris | D-3-72-116-26 Wikidata  | weitere Bilder                                                                   |
| Ludwigstraße 21 (Standort)                                       | Epitaph mit Inschrift und Wappen                                                                         | Kalkstein, barock, 1693 | D-3-72-116-27 Wikidata  | BW                                                                               |
| Ludwigstraße 39 (Standort)                                       | Wohn- und Geschäftshaus                                                                                  | Zweigeschossiger Mansardwalmdachbau mit rustiziertem Erdgeschoss, Balkon, Pilastergliederung und Mittelrisalit mit gesprengtem Giebel, neubarock, Balkon Jugendstil, 1900 | D-3-72-116-28 Wikidata  | Wohn- und Geschäftshaus                                                          |
| Marktplatz 2; Marktplatz (Standort)                              | Rathaus                                                                                                  | Zweiflügeliger Komplex; Ostbau, zweigeschossiger und giebelständiger Satteldachbau mit Kastenerker und Dachreiter mit Zwiebelhaube, 14. Jahrhundert, renoviert 1765 und 1770, regotisiert 1873–75, purifiziert 1934–37; Westbau, zweigeschossiger und giebelständiger Satteldachbau mit Treppengiebel und Eckerker, durch Durchgangsbogen mit Ostbau verbunden, spätgotisch, 1. Hälfte 15. Jahrhundert, renoviert 1765 und 1770, regotisiert 1873–75; Verbindungsbau zwischen Ostbau und dem Chor der Pfarrkirche, zweigeschossiger und traufständiger Satteldachbau mit rundbogigem Durchgang, Anfang 17. Jahrhundert; Säule mit profiliertem Kapitell und Kämpfer, Granit, bezeichnet mit 1556 und 1868 | D-3-72-116-31 Wikidata  | weitere Bilder                                                                   |
| Marktplatz 4 (Standort)                                          | Ehemaliger Gasthof Zur Krone                                                                             | Dreigeschossiges Doppelhaus mit Flachsatteldach, Lunettenbekrönung auf Vorschussmauern, Kastenerker und profiliertem Rundbogenportal, 15. Jahrhundert | D-3-72-116-33 Wikidata  | weitere Bilder                                                                   |
| Marktplatz 6 (Standort)                                          | Bürgerhaus                                                                                               | Dreigeschossiger und giebelständiger Satteldachbau mit Treppengiebel und Kastenerker auf profilierten Kragsteinen, 15. Jahrhundert, 2. Obergeschoss und Treppengiebel Ende 19. Jahrhundert | D-3-72-116-35 Wikidata  | weitere Bilder                                                                   |
| Marktplatz 7 (Standort)                                          | Gasthaus                                                                                                 | Zweigeschossiger und traufständiger Flachsatteldachbau mit rustiziertem Eingang, bezeichnet mit 1586, 2. Obergeschoss und Hauskapelle um 1900 | D-3-72-116-36 Wikidata  | weitere Bilder                                                                   |
| Marktplatz 8 (Standort)                                          | Bürgerhaus                                                                                               | Viergeschossiger und giebelständiger Flachsatteldachbau mit dreigeschossiger Fassade zum Marktplatz, 17./18. Jahrhundert, Treppengiebel modern | D-3-72-116-3 Wikidata   | Bürgerhaus                                                                       |
| Marktplatz 10 (Standort)                                         | Bürgerhaus                                                                                               | Dreigeschossiger Mansardwalmdachbau in Ecklage, 18. Jahrhundert über mittelalterlichem Kern, mit Relief eines Fabeltieres, Granit, spätgotisch | D-3-72-116-37 Wikidata  | Bürgerhaus                                                                       |
| Propsteistraße (Standort)                                        | Gartenmauer und Portal des ehemaligen Pfarrgartens                                                       | Portal mit dorisierender Pilasterrahmung und gesprengtem Giebel, spätbarock, 18. Jahrhundert | D-3-72-116-16 Wikidata  | Gartenmauer und Portal des ehemaligen Pfarrgartens                               |
| Propsteistraße 4 (Standort)                                      | Wohn- und Geschäftshaus, jetzt Realschule der Armen Schulschwestern                                      | Dreigeschossiger und traufständiger Satteldachbau mit Werksteingliederungen in Granit, Neurenaissance, nach 1877 | D-3-72-116-39 Wikidata  | weitere Bilder                                                                   |
| Propsteistraße 42 (Standort)                                     | Wohnhaus                                                                                                 | Zweigeschossiger und giebelständiger Flachsatteldachbau, wohl 16. Jahrhundert; Abschnitt einer Umfassungsmauer mit Öffnungen, spätgotisch; Im Garten Abschnitt der inneren Stadtmauer | D-3-72-116-43 Wikidata  | weitere Bilder                                                                   |
| Propsteistraße 44 (Standort)                                     | Stadtmauer                                                                                               | Abschnitt einer Umfassungsmauer mit Öffnungen, spätgotisch, wohl 15. Jahrhundert; Im Garten Teilstück der inneren Stadtmauer. | D-3-72-116-44 Wikidata  | weitere Bilder                                                                   |
| Propsteistraße 46 (Standort)                                     | Cordonhaus, wohl ehemalige Propstei des Klosters Reichenbach                                             | Zweigeschossiger und giebelständiger, rückseitig abgewalmter Satteldachbau mit Laubengang auf dorisierenden Säulen, um 1530, Laube Ende 18. Jahrhundert; Einbezogen innere Stadtmauer; Hofmauer mit rundbogiger Toreinfahrt, Granitbruchstein, wohl 16./17. Jahrhundert | D-3-72-116-45 Wikidata  | weitere Bilder                                                                   |
| Rindermarkt 4 (Standort)                                         | Wohnhaus                                                                                                 | Zweigeschossiger und traufständiger Flachsatteldachbau, 18./19. Jahrhundert | D-3-72-116-51 Wikidata  | weitere Bilder                                                                   |
| Rindermarkt 6 (Standort)                                         | Wohnhaus                                                                                                 | Dreigeschossiger und traufständiger Flachsatteldachbau, im Kern 18. Jahrhundert | D-3-72-116-53 Wikidata  | weitere Bilder                                                                   |
| Rindermarkt 8 (Standort)                                         | Wohnhaus                                                                                                 | Zweieinhalbgeschossiger und traufständiger Flachsatteldachbau, 18. Jahrhundert | D-3-72-116-54 Wikidata  | Wohnhaus                                                                         |
| Rindermarkt 10 (Standort)                                        | Wohnhaus                                                                                                 | Zweigeschossiger und traufständiger Flachsatteldachbau mit versetzten Fensterachsen, 17./18. Jahrhundert, Ende 19. Jahrhundert erneuert | D-3-72-116-55 Wikidata  | weitere Bilder                                                                   |
| Rindermarkt 12 (Standort)                                        | Wohnhaus, sogenanntes Ehhäusl                                                                            | Einachiges, dreigeschossiges und traufständiges Flachsatteldachhaus mit Erker, wohl Ende 17. Jahrhundert, Fassade 2. Hälfte 19. Jahrhundert | D-3-72-116-136 Wikidata | weitere Bilder                                                                   |
| Rindermarkt 14 (Standort)                                        | Hausmadonna im Typ der Maria Immaculata                                                                  | In Stucknische, um 1900 | D-3-72-116-56 Wikidata  | weitere Bilder                                                                   |
| Rindermarkt 16 (Standort)                                        | Wohnhaus                                                                                                 | Zweigeschossiger und traufständiger Satteldachbau in Ecklage, 18. Jahrhundert, 1952/53 überformt | D-3-72-116-57 Wikidata  | weitere Bilder                                                                   |
| Rindermarkt 18 (Standort)                                        | Ehemaliger Brauereigasthof, jetzt Wohnhaus                                                               | Zweigeschossiger und giebelständiger Flachsatteldachbau mit Vorschussgiebel und gekehltem Torbogen, 16. Jahrhundert, auf der Westseite Einbeziehung der inneren Stadtmauer | D-3-72-116-58 Wikidata  | weitere Bilder                                                                   |
| Rosenstraße 2 (Standort)                                         | Bürgerhaus                                                                                               | Dreigeschossiger und giebelständiger Flachsatteldachbau mit Vorschussgiebel und Akroteren, wohl noch 14. Jahrhundert, aufgestockt nach 1873 | D-3-72-116-60 Wikidata  | weitere Bilder                                                                   |
| Rosenstraße 8 (Standort)                                         | Wohnhaus                                                                                                 | Zweigeschossiger und traufständiger Satteldachbau mit Attikageschoss, betontem Obergeschoss und Gesimsgliederungen, im Kern 17. Jahrhundert, Fassade spätklassizistisch, Ende 19. Jahrhundert | D-3-72-116-62 Wikidata  | Wohnhaus                                                                         |
| Rosenstraße 10 (Standort)                                        | Wohnhaus                                                                                                 | Zweigeschossiger und traufständiger Satteldachbau mit betontem Obergeschoss und Putzgliederungen, im Kern 17. Jahrhundert, Fassade spätklassizistisch, Ende 19. Jahrhundert | D-3-72-116-63 Wikidata  | weitere Bilder                                                                   |
| Schleinkoferstraße (Standort)                                    | Kriegerdenkmal                                                                                           | Obelisk mit Adler auf gestuftem Unterbau, Granit, nach 1870/71 | D-3-72-116-23 Wikidata  | weitere Bilder                                                                   |
| Schützenstraße 7 (Standort)                                      | Ehemaliges Armenhaus, jetzt Museum S.P.U.R.                                                              | Zweigeschossiger und giebelständiger Flachsatteldachbau mit Vorschussgiebeln, spätgotisch, Anfang 16. Jahrhundert, Veränderungen 18. Jahrhundert, Sanierung 1987–89 | D-3-72-116-66 Wikidata  | weitere Bilder                                                                   |
| Spitalplatz 1 (Standort)                                         | Katholische Spitalkirche Hl. Geist                                                                       | Traufständiger Saalbau mit eingezogenem Chor, Satteldach, Vorzeichen mit Walmdach und Chorflankenturm mit Spitzdach, bezeichnet mit 1514, Ausbau nach 1742, Portalvorbau 1913; mit Ausstattung | D-3-72-116-67 Wikidata  | weitere Bilder                                                                   |
| Spitalplatz 22 (Standort)                                        | Ehemaliges Bürgerspital, jetzt Stadtbibliothek                                                           | Zweigeschossiger und traufständiger Satteldachbau mit Treppengiebeln, Mittelrisalit, Erker und Segmentbogenöffnungen, historistisch, 1877/78 | D-3-72-116-70 Wikidata  | weitere Bilder                                                                   |
| Stadtpark (Standort)                                             | Kriegerdenkmal für die Gefallenen des Ersten Weltkrieges                                                 | rechteckige Brunnenanlage mit Figur des hl. Georg auf mittigem Pfeiler, Granit, bezeichnet 1931, bis 1951 Standort Marktplatz, 1955 im Stadtpark neu aufgestellt und mit Inschrifttafeln für die Gefallenen des Zweiten Weltkrieges ergänzt | D-3-72-116-160          | BW                                                                               |
| Steinmarkt 9 (Standort)                                          | Gasthaus                                                                                                 | Zweigeschossiger und giebelständiger Satteldachbau im Ecklage mit getrepptem Vorschussgiebel und Eckerker auf Konsolen, im Kern 16. Jahrhundert | D-3-72-116-71 Wikidata  | Gasthaus                                                                         |
| Steinmarkt 12 (Standort)                                         | Treppenturm des ehemaligen Salz- und Getreidespeichers                                                   | Rundturm mit Zeltdach, 16. Jahrhundert | D-3-72-116-72 Wikidata  | Treppenturm des ehemaligen Salz- und Getreidespeichers                           |
| Straubinger Straße 2 (Standort)                                  | Ehemaliger Brauereikeller                                                                                | Tonnengewölbte gotische Anlage unter Einbeziehung der inneren Stadtmauer, im 18./19. Jahrhundert Ausbau zum Brauereikeller, mit Resten der Fasshalterungen; siehe auch Rindermarkt 18 | D-3-72-116-142 Wikidata | BW                                                                               |
| Straubinger Straße 2 (Standort)                                  | Gedenktafel für Nikolaus von Luckner (1722–94)                                                           | Kalkstein, 1894 | D-3-72-116-73 Wikidata  | weitere Bilder                                                                   |
| Taubenbühlstraße 6 (Standort)                                    | Wohnhaus                                                                                                 | Zweigeschossiger Walmdachbau in Ecklage mit Schweifgiebeln und Eckerker mit Welscher Haube, Jugendstil, um 1910 | D-3-72-116-75 Wikidata  | Wohnhaus                                                                         |
| Untere Regenstraße 21 (Standort)                                 | Ehemaliges Turbinenhaus des Städtischen Elektrizitätswerks                                               | Eingeschossiger und giebelständiger Satteldachbau mit Treppengiebel, segmentbogigen Öffnungen und Inschrift in Putzkartusche, Jugendstil, modern bezeichnet mit 1906 und 1982 | D-3-72-116-147 Wikidata | weitere Bilder                                                                   |
| Untere Regenstraße 38 (Standort)                                 | Wohnhaus                                                                                                 | Zweigeschossiger und gestelzter, traufständiger Halbwalmdachbau, Keller- und Erdgeschoss 18. Jahrhundert, Obergeschoss 2. Hälfte 19. Jahrhundert | D-3-72-116-78 Wikidata  | weitere Bilder                                                                   |
| Untere Regenstraße 40 (Standort)                                 | Ehemaliges Eichamt, jetzt Wohnhaus                                                                       | Zweigeschossiger Walmdachbau mit Zwerchgiebel und Gesimsgliederung, neubarock, um 1910 | D-3-72-116-79 Wikidata  | weitere Bilder                                                                   |

### Altenmarkt
| Lage                    | Objekt | Beschreibung                                                          | Akten-Nr.              | Bild           |
| ----------------------- | ------ | --------------------------------------------------------------------- | ---------------------- | -------------- |
| Altenmarkt 6 (Standort) | Mühle  | Dreigeschossiger und giebelständiger Halbwalmdachbau, 18. Jahrhundert | D-3-72-116-82 Wikidata | weitere Bilder |

### Buchbergsiedlung
| Lage                                                    | Objekt                    | Beschreibung | Akten-Nr.               | Bild           |
| ------------------------------------------------------- | ------------------------- | --- | ----------------------- | -------------- |
| südwestlich der Buchbergsiedlung, Kaningfeld (Standort) | Jüdischer Friedhof (Cham) | Rechteckige Anlage mit Bäumen, von einer Steinmauer umgeben, 1889 angelegt; Grabsteine seit 1890, drei Gedenktafeln jüdische Gefallene und Vermisste aus Cham aus der Zeit des Ersten Weltkrieges | D-3-72-116-150 Wikidata | weitere Bilder |

### Chameregg
| Lage                      | Objekt                                                | Beschreibung | Akten-Nr.              | Bild           |
| ------------------------- | ----------------------------------------------------- | --- | ---------------------- | -------------- |
| Beim öden Turm (Standort) | Sogenannter Ödenturm                                  | Teile der Außenmauern eines dreigeschossigen Bergfrieds und geringe Reste des Palas auf der Nordseite, mit Buckelquadern verblendetes Bruchsteinmauerwerk, spätes 12. Jahrhundert/frühes 13. Jahrhundert, mit Resten eines Ringwalls mit vorgelegtem Graben | D-3-72-116-84 Wikidata | weitere Bilder |
| Chameregg 7 (Standort)    | Sogenannter Schlossbauer, Wohnhaus eines Vierseithofs | Zweigeschossiger und giebelständiger Satteldachbau mit Treppengiebeln, im Kern 16./17. Jahrhundert, Giebel wohl Ende 19. Jahrhundert | D-3-72-116-85 Wikidata | weitere Bilder |

### Chammünster
| Lage                                                                               | Objekt                                    | Beschreibung | Akten-Nr.               | Bild           |
| ---------------------------------------------------------------------------------- | ----------------------------------------- | --- | ----------------------- | -------------- |
| Chammünster 30 (Standort)                                                          | Wohnhaus                                  | Zweigeschossiger und gestelzter Walmdachbau mit Erker, Altane und Zwerchgiebeln, Hausteinsockel, neubarock, um 1910 | D-3-72-116-87 Wikidata  | BW             |
| Chammünster 45a; Am Iserhof; Pfarrer-Biendl-Straße; Piedendorfer Straße (Standort) | Katholische Pfarrkirche Mariä Himmelfahrt | Dreischiffige Staffelhalle mit eingezogenem Chor, abgewalmtem Satteldach und Doppelturmanlage, Chor und Nordturm nach 1266, Einwölbung von Langhaus und Chor bis 1476, Südturm 1874/77, mit Ausstattung; Kapelle St. Anna, ehemalige Grabkapelle, traufständiger Satteldachbau mit eingezogener Apsis und Werksteingliederungen, gotisch, 1367–93, Veränderungen 1675/76 und 1964, 1987–89 Umbau zur Statiokirche und Museum; Untergeschoss des Karners mit Tonnenwölbung, wohl romanisch; Friedhofsmauer, Mischmauerwerk, Granit, im Kern mittelalterlich; Schleifschalenstein, Granitblock, wohl mittelalterlich; Schmiedeeiserne Grabkreuze des 18./19. Jahrhunderts, museal aufgestellt | D-3-72-116-86 Wikidata  | weitere Bilder |
| Pfarrer-Biendl-Straße 1 (Standort)                                                 | Wohnhaus, sogenanntes Biendlhaus          | Zweigeschossiger und giebelständiger Satteldachbau, mit Fachwerkgiebeln und Schindeldeckung, 1. Hälfte 16. Jahrhundert, im Kern wohl älter, Umbauten 1. Hälfte 18. Jahrhundert und nach 1800; Backofen, traufständiger Pultdachbau, um 1800; Einfriedungsmauer an Süd- und Westseite, um 1800 | D-3-72-116-90 Wikidata  | weitere Bilder |
| Piedendorfer Straße 2 (Standort)                                                   | Jagdgrenzstein mit Inschrift              | Granit, um 1470; Grenzstein mit Wappen, Granit, wohl 19. Jahrhundert | D-3-72-116-146 Wikidata | weitere Bilder |

### Eichberg
| Lage                   | Objekt      | Beschreibung | Akten-Nr.              | Bild |
| ---------------------- | ----------- | --- | ---------------------- | ---- |
| Eichberg 17 (Standort) | Waldlerhaus | Zweigeschossiger und traufständiger Flachsatteldachbau mit Blockbau-Obergeschoss und Schroten, frühes 19. Jahrhundert | D-3-72-116-93 Wikidata | BW   |

### Gutmaning
| Lage                          | Objekt  | Beschreibung | Akten-Nr.              | Bild           |
| ----------------------------- | ------- | --- | ---------------------- | -------------- |
| Gutmaning 37, 37 a (Standort) | Schloss | Dreigeschossiger und traufständiger abgewalmter Satteldachbau mit Eckturm, Erker mit Zinnen und Altane, im Kern gotisch, mehrfach erneuert, u. a. 1887; Schlosskapelle Mariä Opferung, Saalbau mit eingezogener Apsis, Frackdach und Dachreiter mit Spitzdach, 1674; mit Ausstattung | D-3-72-116-94 Wikidata | weitere Bilder |

### Haderstadl
| Lage                     | Objekt                                      | Beschreibung | Akten-Nr.               | Bild |
| ------------------------ | ------------------------------------------- | --- | ----------------------- | ---- |
| Haderstadl 7 (Standort)  | Wohnstallhaus des sogenannten Golanerl-Hofs | Zweigeschossiger und giebelständiger Blockbau mit Flachsatteldach, Giebelschrot und Glockentürmchen mit Spitzdach, bezeichnet mit 1787                         | D-3-72-116-95 Wikidata  | BW   |
| Haderstadl 62 (Standort) | Katholische Filialkirche Mariä Mutterschaft | Historische Ausstattung der katholischen Filialkirche Mariä Mutterschaft (1962–64): gefasste Holzfiguren, 2. Hälfte 17. Jahrhundert und frühes 19. Jahrhundert | D-3-72-116-141 Wikidata | BW   |

### Hof
| Lage              | Objekt                                 | Beschreibung                                                                                | Akten-Nr.              | Bild |
| ----------------- | -------------------------------------- | ------------------------------------------------------------------------------------------- | ---------------------- | ---- |
| Hof 50 (Standort) | Kellergewölbe des ehemaligen Schlosses | Segmentbogentonne, verputzt, mit Schalbrettabdrücken, Granitbruchstein, 14./15. Jahrhundert | D-3-72-116-96 Wikidata | BW   |

### Janahof
| Lage                     | Objekt                | Beschreibung                        | Akten-Nr.              | Bild                  |
| ------------------------ | --------------------- | ----------------------------------- | ---------------------- | --------------------- |
| Janahofer Weg (Standort) | Dorfkapelle St. Maria | Abgewalmter Satteldachbau, vor 1883 | D-3-72-116-98 Wikidata | Dorfkapelle St. Maria |

### Kammerdorf
| Lage                    | Objekt     | Beschreibung | Akten-Nr.              | Bild |
| ----------------------- | ---------- | --- | ---------------------- | ---- |
| Kammerdorf 7 (Standort) | Bauernhaus | Zweigeschossiger und giebelständiger Flachsatteldachbau mit Blockbau-Obergeschoss, verschaltem Giebelschrot und Dachreiter, Anfang 19. Jahrhundert | D-3-72-116-99 Wikidata | BW   |

### Katzberg
| Lage                                             | Objekt                                                         | Beschreibung | Akten-Nr.               | Bild           |
| ------------------------------------------------ | -------------------------------------------------------------- | --- | ----------------------- | -------------- |
| Katzberg 17; In Katzberg (Standort)              | Katholische Filialkirche St. Ägidius, ehemalige Schlosskapelle | Saalkirche mit Chorturm, Quadermauerwerk, romanisch, mit Ausstattung; Auf dem Friedhof Grabkreuz auf Grab Pirzl, Schmiedeeisen, 18. Jahrhundert | D-3-72-116-101 Wikidata | weitere Bilder |
| Katzberg 19; Katzberg 21; Katzberg 23 (Standort) | Einbezogene Fundamentmauern des ehemaligen Schlosses           | Unregelmäßiges Granitquadermauerwerk, wohl mittelalterlich                                                                                      | D-3-72-116-102 Wikidata | weitere Bilder |
| Katzberg 32 (Standort)                           | Bauernhaus                                                     | Eingeschossiger und traufständiger Flachsatteldachbau mit Blockbau-Kniestock, 1. Hälfte 19. Jahrhundert                                         | D-3-72-116-105 Wikidata | weitere Bilder |
| Luitpoldhöhe (Standort)                          | Luitpoldturm                                                   | Aussichtsturm zu Ehren des Prinzregenten, zylindrischer Steinbau, 1901, 1975 aufgestockt                                                        | D-3-72-116-151 Wikidata | weitere Bilder |

### Lamberg
| Lage                 | Objekt                                               | Beschreibung | Akten-Nr.               | Bild           |
| -------------------- | ---------------------------------------------------- | --- | ----------------------- | -------------- |
| Lamberg 1 (Standort) | Katholische Neben- und Wallfahrtskirche St. Walburga | Auf Burgstall erbaut, kreuzförmiger Saalbau mit eingezogenem Chor, apsidalen Seitenkapellen und Flankenturm mit Spitzdach, im Kern um 1628, klassizistischer Teilneubau 1832; mit Ausstattung | D-3-72-116-108 Wikidata | weitere Bilder |

### Loibling
| Lage                        | Objekt            | Beschreibung                                                                    | Akten-Nr.               | Bild |
| --------------------------- | ----------------- | ------------------------------------------------------------------------------- | ----------------------- | ---- |
| Nähe Regenstraße (Standort) | Kapelle St. Maria | Giebelständiger Satteldach mit verschindeltem Dachreiter, 1846; mit Ausstattung | D-3-72-116-109 Wikidata | BW   |

### Michelsdorf
| Lage                          | Objekt     | Beschreibung                                                                           | Akten-Nr.               | Bild           |
| ----------------------------- | ---------- | -------------------------------------------------------------------------------------- | ----------------------- | -------------- |
| Auf der Altern (Standort)     | Wegkapelle | Giebelständiger Satteldachbau, wohl 2. Hälfte 19. Jahrhundert                          | D-3-72-116-112 Wikidata | weitere Bilder |
| Laichstätter Weg 8 (Standort) | Bauernhaus | Zweigeschossiger und giebelständiger Flachsatteldachbau mit Segmentbogenfenstern, 1874 | D-3-72-116-111 Wikidata | Bauernhaus     |

### Quadfeldmühle
| Lage                       | Objekt          | Beschreibung                                                                | Akten-Nr.               | Bild |
| -------------------------- | --------------- | --------------------------------------------------------------------------- | ----------------------- | ---- |
| Quadfeldmühle 1 (Standort) | Ehemalige Mühle | Zweigeschossiger und traufständiger Halbwalmdachbau, Anfang 19. Jahrhundert | D-3-72-116-115 Wikidata | BW   |

### Rissing
| Lage                  | Objekt     | Beschreibung                                                                          | Akten-Nr.               | Bild |
| --------------------- | ---------- | ------------------------------------------------------------------------------------- | ----------------------- | ---- |
| Leitenfeld (Standort) | Kreuzstein | Schaft mit Relief eines Eisernen Kreuzes und Bildnische, Granit, wohl mittelalterlich | D-3-72-116-116 Wikidata | BW   |

### Schachendorf
| Lage                       | Objekt                                           | Beschreibung | Akten-Nr.               | Bild |
| -------------------------- | ------------------------------------------------ | --- | ----------------------- | ---- |
| Schachendorf 4 (Standort)  | Gasthaus mit geschlossenem Wirtschaftshof        | 2. Hälfte 19. Jahrhundert; Gasthaus, zweigeschossiger Walmdachbau mit Putzgliederungen und zweigeschossigem Satteldachanbau, historisierend; Remise, eingeschossiger und traufständiger Pultdachbau; Scheune, teilweise massiver Ständerbau mit Flachsatteldach; Stallstadel, Ständerbau über massiven Erdgeschoss; Korbbogige Toreinfahrt mit Backhaus | D-3-72-116-119 Wikidata | BW   |
| Schachendorf 10 (Standort) | Katholische Nebenkirche St. Maria                | Giebelständiger Saalbau mit eingezogener Apsis, abgewalmtem Satteldach, Treppengiebel und Dachreiter, neugotisch, 1888; mit Ausstattung | D-3-72-116-117 Wikidata | BW   |
| Schachendorf 28 (Standort) | Steinkreuz, sogenannter Moarstoa                 | Lateinische Form mit beschädigtem rechtem Arm, Granit, wohl spätmittelalterlich | D-3-72-116-121 Wikidata | BW   |
| Schachendorf 33 (Standort) | Grundmauern und Gewölbe des ehemaligen Schlosses | 15. Jahrhundert | D-3-72-116-120 Wikidata | BW   |
| Schachendorf 42 (Standort) | Bauernhaus                                       | Zweigeschossiger und traufständiger Wohnstallbau mit Satteldach, Blockbau-Obergeschoss und Schroten, Anfang 19. Jahrhundert | D-3-72-116-118 Wikidata | BW   |

### Schlammering
| Lage                           | Objekt                                            | Beschreibung                         | Akten-Nr.               | Bild |
| ------------------------------ | ------------------------------------------------- | ------------------------------------ | ----------------------- | ---- |
| Pinzinger Straße 1c (Standort) | Historische Ausstattung der Kapelle Maria Königin | Ausstattung des 18./19. Jahrhunderts | D-3-72-116-122 Wikidata | BW   |

### Schönferchen
| Lage                       | Objekt                                               | Beschreibung | Akten-Nr.               | Bild |
| -------------------------- | ---------------------------------------------------- | --- | ----------------------- | ---- |
| Schönferchen 18 (Standort) | Katholische Neben- und Wallfahrtskirche Maria Schnee | Giebelständiger Saalbau mit abgewalmtem Satteldach, verschindeltem Dachreiter und Pilastergliederungen, Schieferdeckung, 1749; mit Ausstattung | D-3-72-116-123 Wikidata | BW   |

### Tasching
| Lage                   | Objekt                            | Beschreibung | Akten-Nr.               | Bild           |
| ---------------------- | --------------------------------- | --- | ----------------------- | -------------- |
| In Tasching (Standort) | Katholische Nebenkirche St. Maria | Giebelständiger Saalbau mit eingezogener Apsis, abgewalmtem Satteldach, Dachreiter und Pilastergliederung, 1899; mit Ausstattung | D-3-72-116-124 Wikidata | weitere Bilder |

### Thierlstein
| Lage                                                                                | Objekt                         | Beschreibung | Akten-Nr.               | Bild           |
| ----------------------------------------------------------------------------------- | ------------------------------ | --- | ----------------------- | -------------- |
| Thierlstein 14; Thierlstein 16; Thierlstein 18; Nähe Schloss Thierlstein (Standort) | Schloss                        | Ehemalige Ministerialenburg; Schlossgebäude zweiflügelige Anlage, Ostteil dreigeschossiger Halbwalmdachbau mit rundem ehemaligem Bergfried und dreigeschossigem Anbau mit Altane und Zinnen, Nordteil dreigeschossiger Halbwalmdachbau mit gestuften Anbauten, Ostbau mittelalterlich, um 1900 verändert, Westbau 18. Jahrhundert; mit Ausstattung; Schlossmauer mit doppelläufigem Treppenaufgang, Toren und Schalenturm, Granitbruchstein, mittelalterlich, 18. Jahrhundert und um 1900; Parkgebäude, Ständerbau mit Flachsatteldach und Stabwerkornament, 19. Jahrhundert; Wohnhaus, zweigeschossiger und giebelständiger Pultdachbau, 18./19. Jahrhundert; Wirtschaftsgebäude, gewinkelter Flügelbau mit ehemaligen Stallungen und hohem Walmdach, 18. Jahrhundert | D-3-72-116-125 Wikidata | weitere Bilder |
| Thierlstein 20 (Standort)                                                           | Figur des hl. Johannes Nepomuk | Granit, barock, 18. Jahrhundert | D-3-72-116-126 Wikidata | BW             |

### Untertraubenbach
| Lage                                                | Objekt                                        | Beschreibung | Akten-Nr.               | Bild           |
| --------------------------------------------------- | --------------------------------------------- | --- | ----------------------- | -------------- |
| Untertraubenbach 16 (Standort)                      | Brücke über den Altbach                       | Siebenfelder-Gewölbebrücke, Granit, um 1870 | D-3-72-116-148 Wikidata | weitere Bilder |
| Untertraubenbach 40 (Standort)                      | Katholische Pfarrkirche St. Martin            | Giebelständiger Saalbau mit eingezogenem Chor, abgewalmtem Satteldach, Chorflankenturm mit Treppengiebel und Vorzeichen mit Pilastergliederung, 1719, Turmobergeschoss 1814; mit Ausstattung; Seelenkapelle, korbbogiger Satteldachbau mit Dreierarkade auf Säulen, 18. Jahrhundert | D-3-72-116-128 Wikidata | weitere Bilder |
| Wulfinger Holz; Streicherröhrenweg; B 85 (Standort) | Katholische Wallfahrtskapelle Sträucherröhren | Abgewalmter Satteldachbau mit Treppengiebel und Strebepfeilern, neugotisch, 1860; Lourdesgrotte mit Brunnenquelle in Bruchsteinmauer, 1914; 14 gruppierte Kreuzwegstationen, pfeilförmiger Schaft mit Gusseisenrelief, Granit, um 1860                                              | D-3-72-116-129 Wikidata | BW             |

### Vilzing
| Lage                  | Objekt                                     | Beschreibung | Akten-Nr.               | Bild           |
| --------------------- | ------------------------------------------ | --- | ----------------------- | -------------- |
| Vilzing 50 (Standort) | Katholische Expositurkirche St. Laurentius | Giebelständiger Saalbau mit eingezogener Apsis, abgewalmtem Satteldach und Flankenturm mit Pilastergliederung, 1696 unter Einbeziehung einer gotischen Chorturmanlage des 14. Jahrhunderts; mit Ausstattung | D-3-72-116-130 Wikidata | weitere Bilder |

### Windischbergerdorf
| Lage                                                   | Objekt                         | Beschreibung | Akten-Nr.               | Bild           |
| ------------------------------------------------------ | ------------------------------ | --- | ----------------------- | -------------- |
| Nähe Kammerdorfer Straße (Standort)                    | Figur des hl. Johannes Nepomuk | Auf geschwungenem Sockel, spätbarock, Figur Holz, Sockel Granit, 18. Jahrhundert | D-3-72-116-135 Wikidata | weitere Bilder |
| Poststraße 3; Poststraße 5; Schlossstraße 1 (Standort) | Ehemaliges Schloss             | Zwei versetzt angeordnete Bauten, nördlich zweigeschossiger und giebelständiger Satteldachbau mit Turmstumpf des Bergfrieds mit Eckquaderung und Gewölbe, südlich zweiteiliger und zweigeschossiger Halbwalmdachbau, im Kern mittelalterlich, um 1756 Wiederaufbau, im 19. und 20. Jahrhundert verändert | D-3-72-116-138 Wikidata | weitere Bilder |

## Ehemalige Baudenkmäler
In diesem Abschnitt sind Objekte aufgeführt, die früher einmal in der Denkmalliste eingetragen waren, jetzt aber nicht mehr. Objekte, die in anderem Zusammenhang also z. B. als Teil eines Baudenkmals weiter eingetragen sind, sollen hier nicht aufgeführt werden. Aktennummern in diesem Abschnitt sind ehemalige, jetzt nicht mehr gültige Aktennummern.

| Lage                              | Objekt                  | Beschreibung | Akten-Nr.              | Bild                    |
| --------------------------------- | ----------------------- | --- | ---------------------- | ----------------------- |
| Cham Propsteistraße 10 (Standort) | Wohn- und Geschäftshaus | Zweigeschossiger und traufständiger Flachsatteldachbau mit betontem Obergeschoss, Gesimsgliederung und segmentbogiger Tordurchfahrt, spätklassizistisch, um 1890 | D-3-72-116-41 Wikidata | Wohn- und Geschäftshaus |